# Дипогон
Дипогон, или фасоль вьющаяся (лат. Dipogon) — монотипный род травянистых вьющихся растений семейства Бобовые (Fabaceae), включающий единственный вид Dipogon lignosus, происходящий из Капской провинции в Южной Африке. 

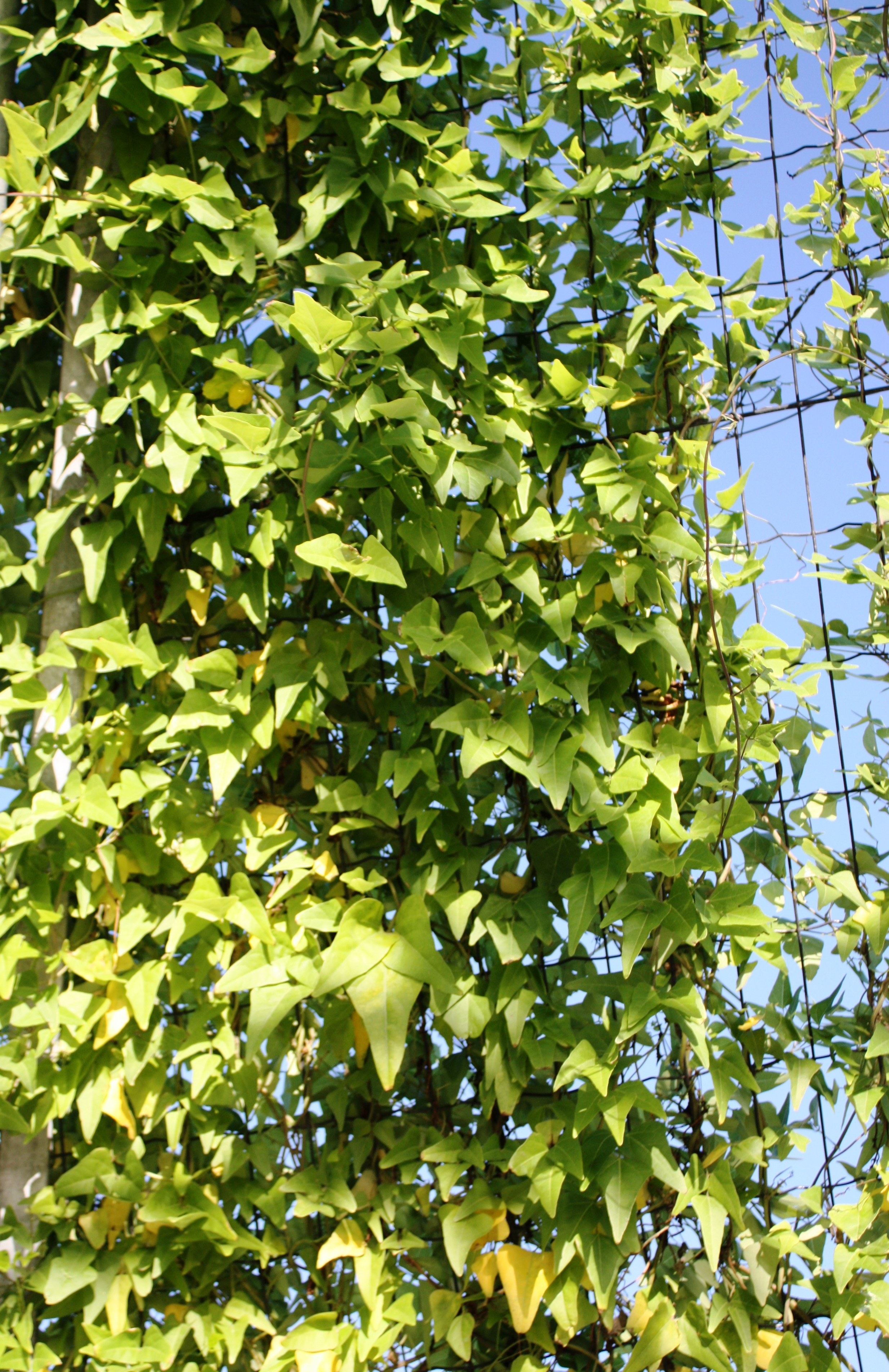

Растение натурализовалось в Австралии и Новой Зеландии. Выращивается в качестве декоративного во многих странах Европы и Америки. Образует мощную растительность, в связи с чем может быть использовано как зелёное удобрение и скашиваться более двух раза в год.

## Ботаническое описание
Листья сложные, состоят из трёх листочков тёмно-зелёного цвета. 
Цветки формируют вертикальные колосовидные соцветия. Цветки розовато-пурпурного цвета, бобы — тёмно-красного.

## Таксономия
Ранее единственный вид данного рода включался в состав восточноафриканского рода Долихос (Dolichos L.)
Синонимы вида:
- Dolichos capensis auct.
- Dolichos gibbosus Thunb.
- Dipogon glycinoides Liebm.
- Dolichos lignosus L.basionym
- Verdcourtia lignosa (L.) R.Wilczek